# William Basinski
William James Basinski (Houston,  25 de junio de 1958) es un Músico de vanguardia estadounidense establecido en Los Ángeles, California. Es también un clarinetista, saxofonista, artista de sonido, y artista de vídeo.
Uno de los trabajos más conocidos de Basinski es su álbum de cuatro volúmenes The Disintegration Loops (2002-2003), construido a partir de cintas de veinte años en estado progresivo de deterioro, de su música anterior.

## Biografía

### Primeros años de vida
William James Basinski nació en 1958 en Houston, Texas . y afirma que tuvo sus primeras experiencias musicales "realmente místicas, maravillosas y mágicas" cuando era niño en la iglesia St. Anne de Houston. Su padre era un científico contratado por la NASA, lo que provocó que la familia se mudara con frecuencia. Basinski dice que supo que era gay desde una edad temprana.
Clarinetista de formación clásica, Basinski estudió saxofón para jazz y composición en la Universidad del Norte de Texas a finales de la década de 1970. En 1978, inspirado por minimalistas como Steve Reich, Terry Riley y Brian Eno, comenzó a desarrollar su propio vocabulario utilizando bucles de cinta y casetes antiguos "de carrete a carrete". Desarrolló su estilo meditativo y melancólico experimentando con melodías cortas en bucle tocadas contra sí mismas creando bucles de retroalimentación .

### Carrera
Su primer lanzamiento fue Shortwavemusic . Aunque fue creado en 1983, fue lanzado por primera vez en vinilo en una pequeña edición en 1998 por el subsello Raster-Noton de Carsten Nicolai. A esto le siguió Watermusic, auto-editado en 2000 en 2062 Records de Basinski. Otro trabajo de 2 discos fue Variations: A Movement in Chrome Primitive, 1980: finalmente fue lanzado en 2004 por David Tibet en el sello Durtro/Die Stadt. En el momento en que se creó este trabajo, Basinski estaba experimentando con composiciones para piano y bucles de cinta.
A lo largo de la década de 1980, Basinski creó un vasto archivo de trabajos experimentales utilizando sistemas de retardo y bucle de cinta, sonidos encontrados (concepto similar al del "arte encontrado") y estática de radio de onda corta . Fue miembro de muchas bandas, incluidas Gretchen Langheld Ensemble y House Afire. En 1989, abrió su propio espacio de actuación, "Arcadia" en 118 N. 11th Street. En una ocasión, teloneó para David Bowie, tocando el saxofón con la banda de rockabilly The Rockats. Más tarde, Basinski dedicaría una pista de A Shadow in Time a Bowie.
En agosto y septiembre de 2001, se puso a trabajar en lo que se convertiría en su pieza más reconocible, el álbum de cuatro volúmenes The Disintegration Loops . Las grabaciones se basaron en bucles de cintas antiguas que se habían degradado en calidad. Al intentar salvar las grabaciones en formato digital, las cintas se desmoronaron lentamente y dejaron una marca de tiempo en el historial de su desaparición.

## Discografía

### Álbumes de estudio
- Shortwavemusic (1998, Raster-Noton)
- Watermusic (2000, 2062)
- The Disintegration Loops (2002, 2062)
- The River (2002, Raster-Noton)
- The Disintegration Loops II (2003, 2062)
- Watermusic II  (2003, 2062)
- Melancholia (2003, 2062)
- The Disintegration Loops III  (2003, 2062)
- A Red Score in Tile (2003, Three Poplars)
- The Disintegration Loops IV (2003, 2062)
- Variations: A Movement in Chrome Primitive (2004, Durtro/Die Stadt)
- Untitled (2004, Spekk) (with Richard Chartier)
- Silent Night  (2004, 2062)
- The Garden of Brokenness (2006, 2062)
- Variations for Piano and Tape (2006, 2062)
- El Camino Real (2007, 2062)
- 92982 (2009, 2062)
- Vivian & Ondine (2009, 2062)
- Aurora Liminalis (2013, Line) (with Richard Chartier)
- Nocturnes (2013, 2062)
- Cascade (2015, 2062)
- The Deluge (2015, 2062)
- Divertissement (2015, Important Records) (with Richard Chartier)
- A Shadow in Time (2017, 2062)
- Selva Oscura (2018, Temporary Residence Limited) (with Lawrence English)
- On Time Out of Time (2019, Temporary Residence Limited)
- Hymns of Oblivion (2020, self-released)
- Lamentations (2020, Temporary Residence Limited)
- " . . . on reflection " (2022, Temporary Residence Limited) (with Janek Schaefer)
- The Clocktower at the Beach (2023, Line)

### Álbumes recopilatorios
- The Disintegration Loops (2012, Temporary Residence Limited)

## Bandas sonoras
- Pursuit of Loneliness (2012)